# Église Sainte-Bernadette de Gagny
L'église Sainte-Bernadette est une église française située allée de Montfermeil à Gagny, en Seine-Saint-Denis, affectée au culte catholique.

## Historique
Elle fut construite par le chanoine Monsanglant (1875-1948), curé de Gagny de 1927 à 1948. La première pierre est posée en décembre 1935. L'église est consacrée le 4 octobre 1936 par Mgr Roland-Gosselin, évêque de Versailles.
La paroisse a été érigée dans les années 1960 et est partagée entre les communes de Gagny, Clichy-sous-Bois, Le Raincy et Montfermeil.

## Architecture
L'église est décorée de vitraux représentant Jeanne d'Arc.